# Andrus Johani
Andrus Johani (Tallinn, 1906. szeptember 1. – 1941. augusztus 18.) észt festő, grafikus.

## Élete
Johani 1906. szeptember 1-jén Tallinnban született. Az iskola elvégzése után 1922 és 1926 között a Tallinni Állami Iparművészeti Iskolában tanult. 1926 és 1933 között Tartuban tanult a Pallas Felsőfokú Művészeti Iskolában, Ado Vabbe irányítása alatt. Barátjával, tanulótársával, Kaarel Liimanddal együtt utaztak Párizsba 1937-ben. Műveikben a mindennapi élet jeleneteit festették, ábrázolták. Aktívan részt vett művészeti kiállításokon Észtországban és külföldön egyaránt. Az 1930-as évek észt képzőművészetében a demokratikus irányzat kiemelkedő mestere volt és a szovjet művészet egyik megalapítója. Számos műfaji kompozíciót, portrét, tájképet alkotott, melyeket optimista szemlélet hat át. 
A második világháború kitörése után részt vett Tartu védelmében. A nácik 1941. augusztus 18-án Tartu mellett elfogták és kivégezték.

## Művei (válogatás)
- Néppárt
- Foglyok
- Kilátás a Szajnára hajókkal
- Apa portréja
- Csendélet nyúllal
- Tartui táj
- Kilátás Párizsra
- Az államfő rendjelekkel (Konstantin Päts)

## Képgaléria

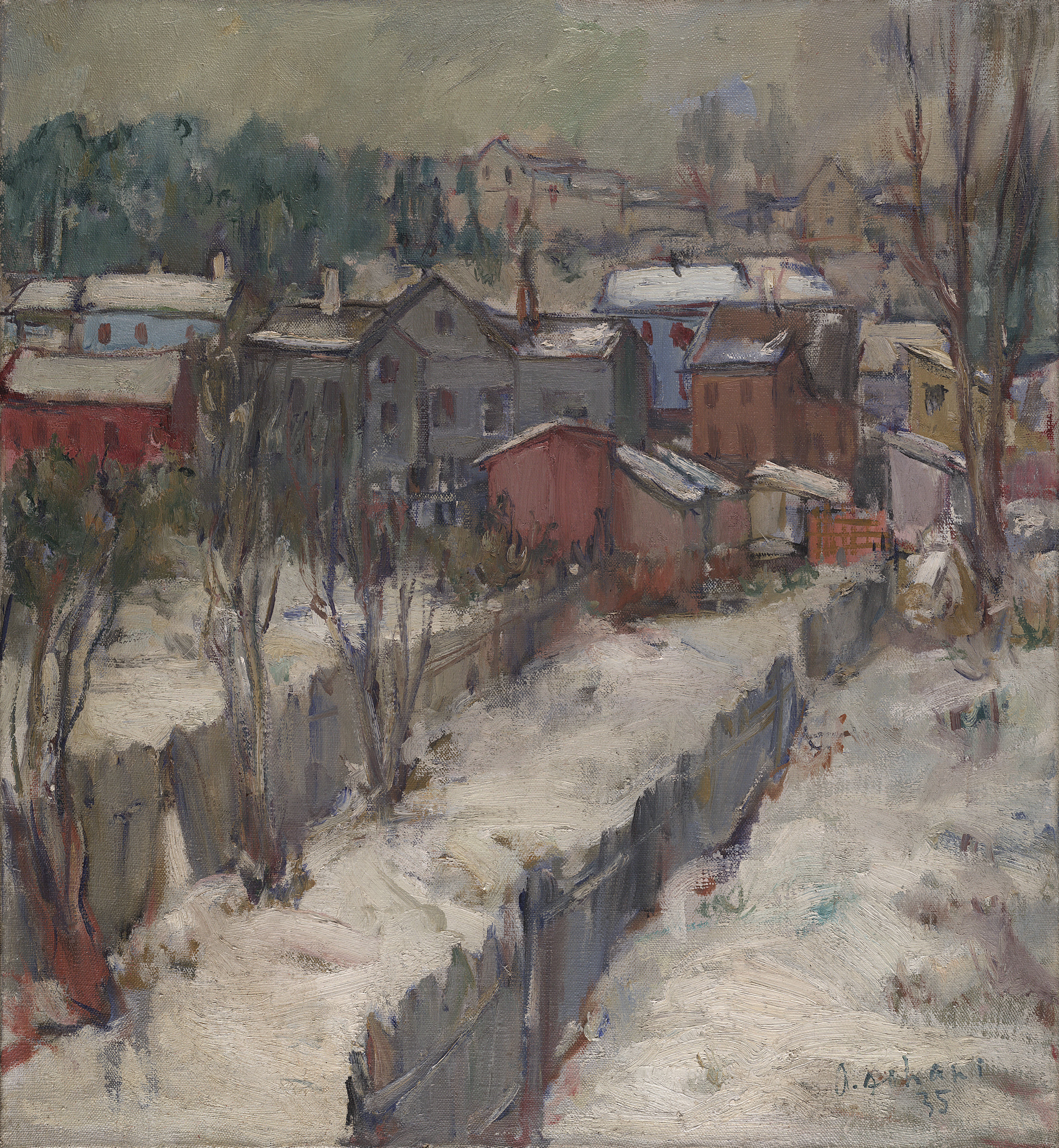
Tartu külvárosában (1935)
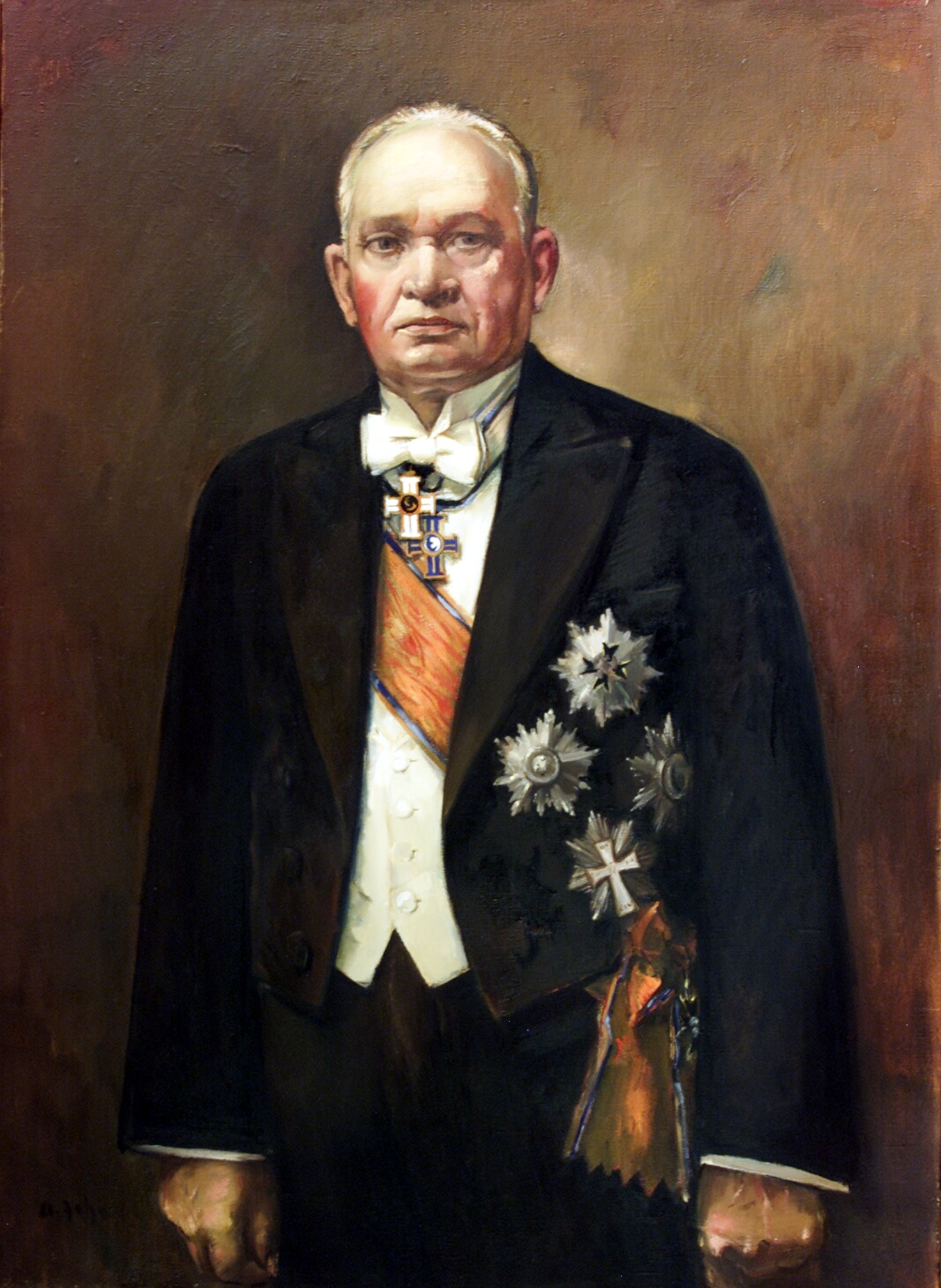
Az államfő rendjelekkel (Konstantin Päts) (1936)
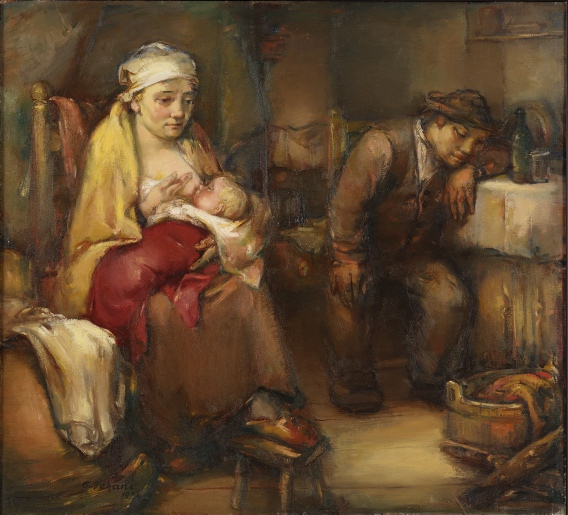
Anya (1936)
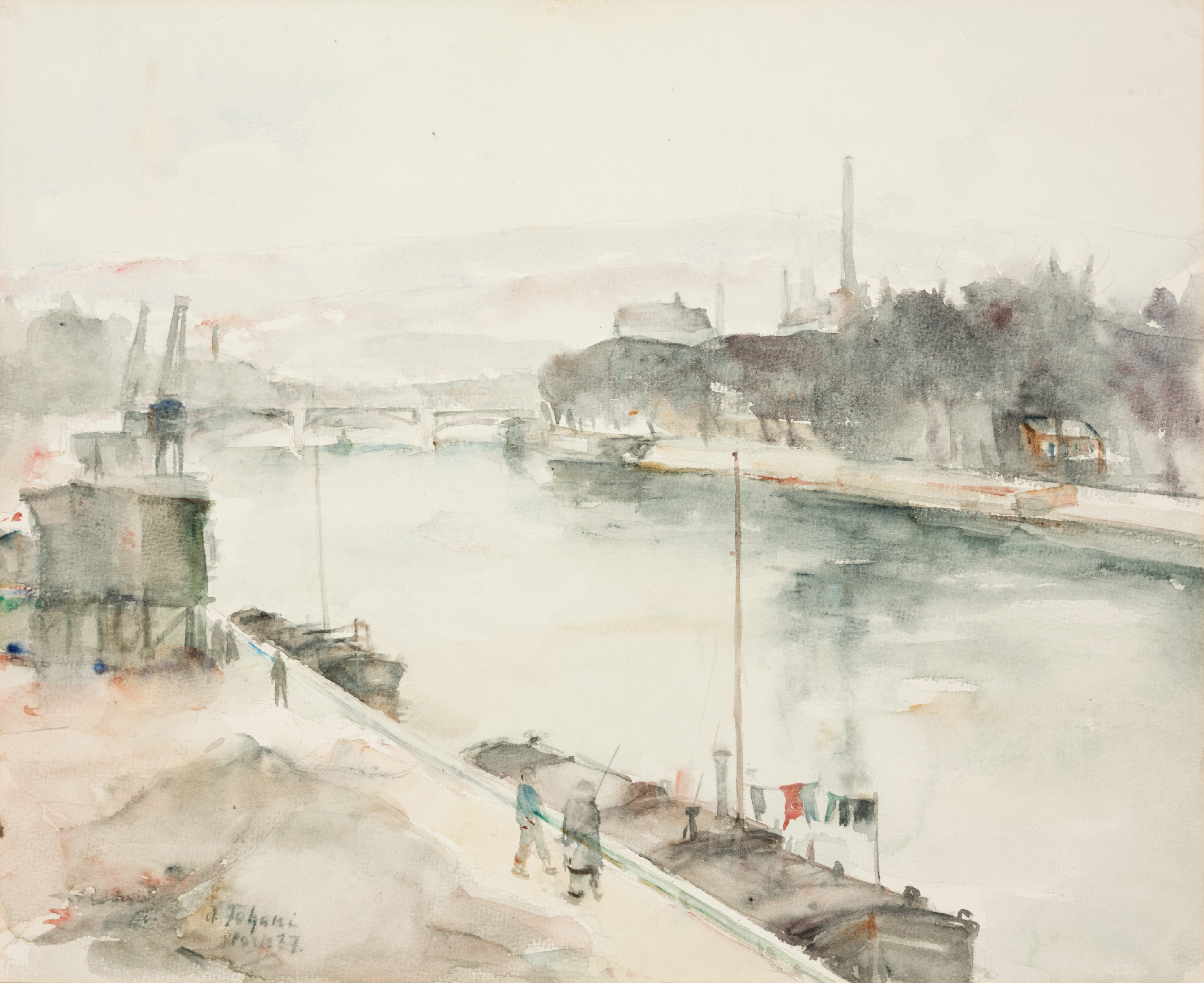
Kilátás Párizsra (1937)
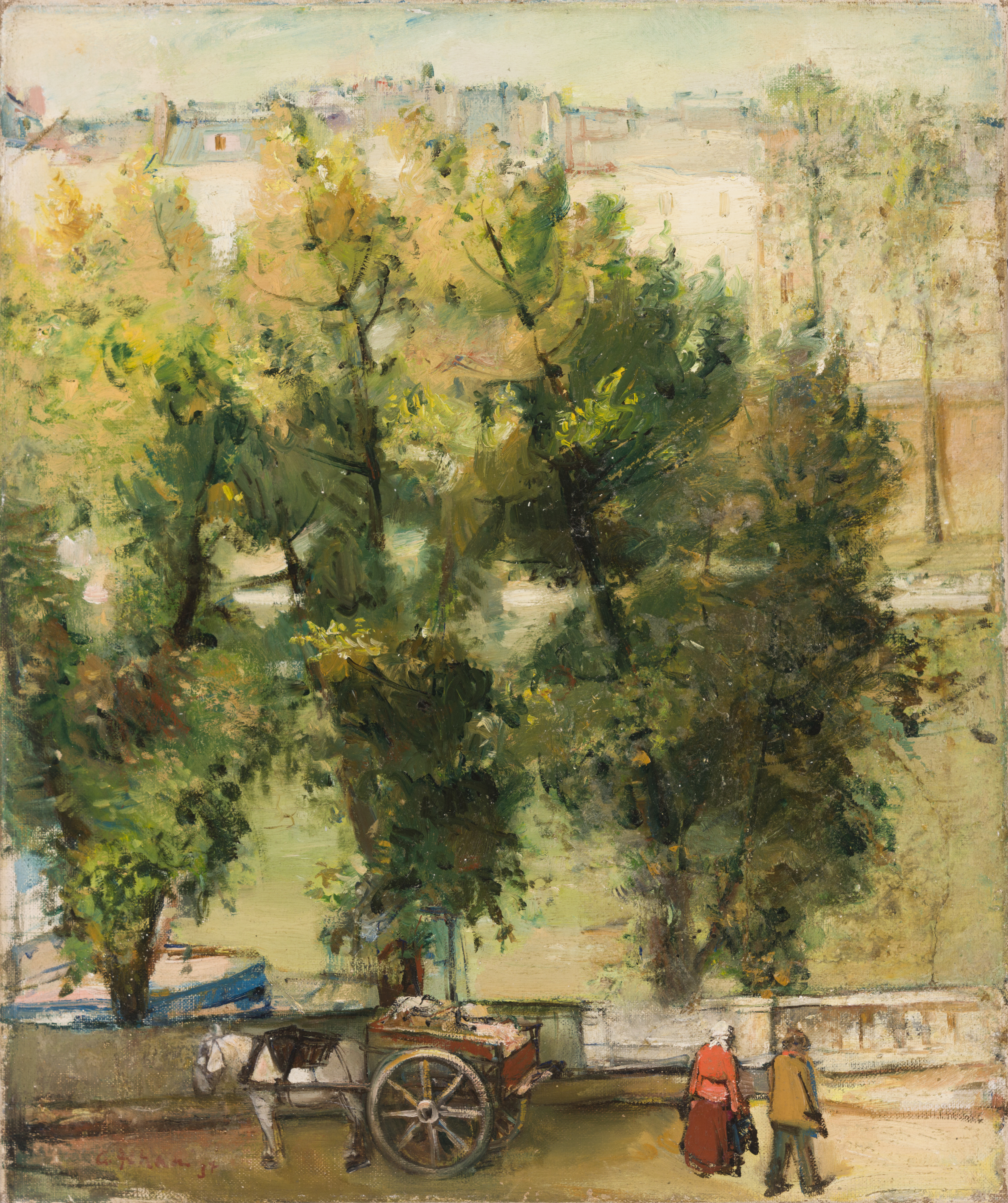
Motívum Párizsból (Táj lóval) (1937)
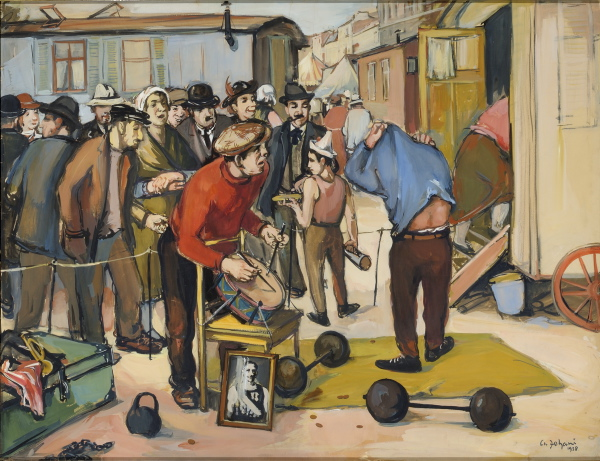
Sportolók egy Párizsi utcán (1938)
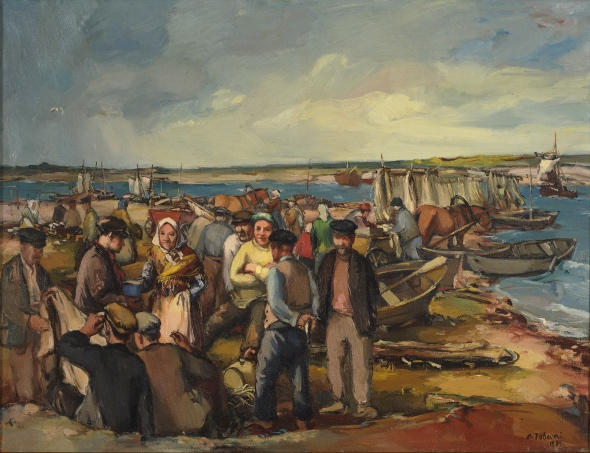
A tengerparton (1939)
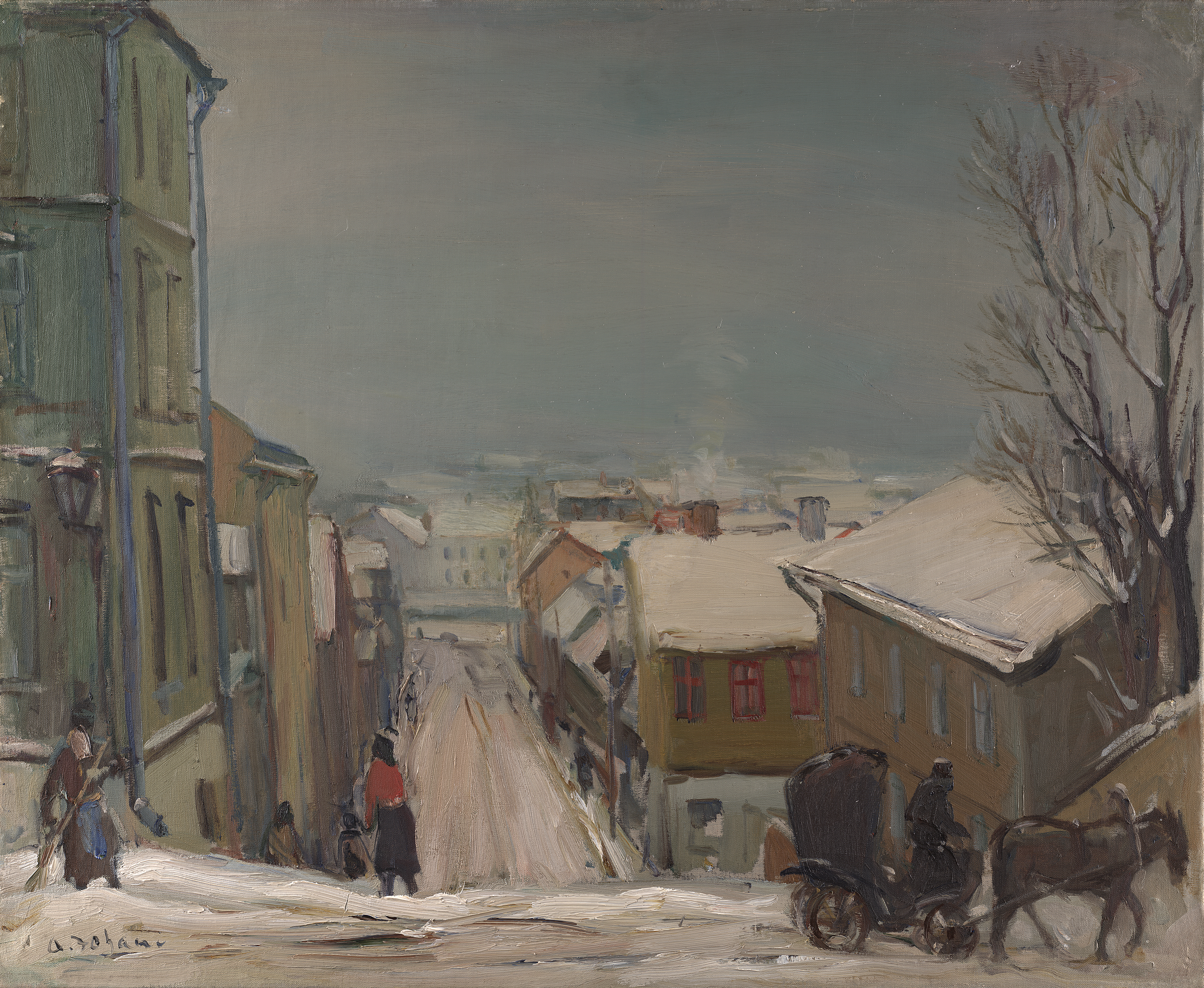
Téli táj Tartuban (Liiva utca télen) (1940)

## Fordítás
- Ez a szócikk részben vagy egészben  az   Andrus Johani című angol Wikipédia-szócikk ezen változatának fordításán alapul.  Az eredeti cikk szerkesztőit annak laptörténete sorolja fel. Ez a jelzés csupán a megfogalmazás eredetét és a szerzői jogokat jelzi, nem szolgál a cikkben szereplő információk forrásmegjelöléseként.